# 山﨑康晃
山﨑 康晃（やまさき やすあき、1992年10月2日 - ）は、東京都荒川区出身のプロ野球選手（投手）。右投右打。横浜DeNAベイスターズ所属。
エイベックス・マネジメントとマネジメント契約を結んでいる。
2021年開催の東京オリンピック 野球 金メダリスト。

## 経歴

### プロ入り前
実家が近所で幼い頃から家族ぐるみで親交のあった12歳上の森本稀哲に憧れ、小学2年生の頃に森本も所属した少年野球チームに入り野球を始める。
帝京高等学校では、2年時に第91回全国高等学校野球選手権大会、3年時に第82回選抜高等学校野球大会でいずれも準々決勝まで進出した。帝京高校では1学年上に原口文仁、2学年上には杉谷拳士と髙島祥平がいた。2010年のドラフト会議を前にプロ志望届を提出するも、同会議では指名漏れとなった。
亜細亜大学野球部の練習環境の厳しさは知っていたが、実家の経済上、私立大学を好きに選ぶ余地はなかったため、高校卒業後はスポーツ推薦で亜細亜大学に進学。

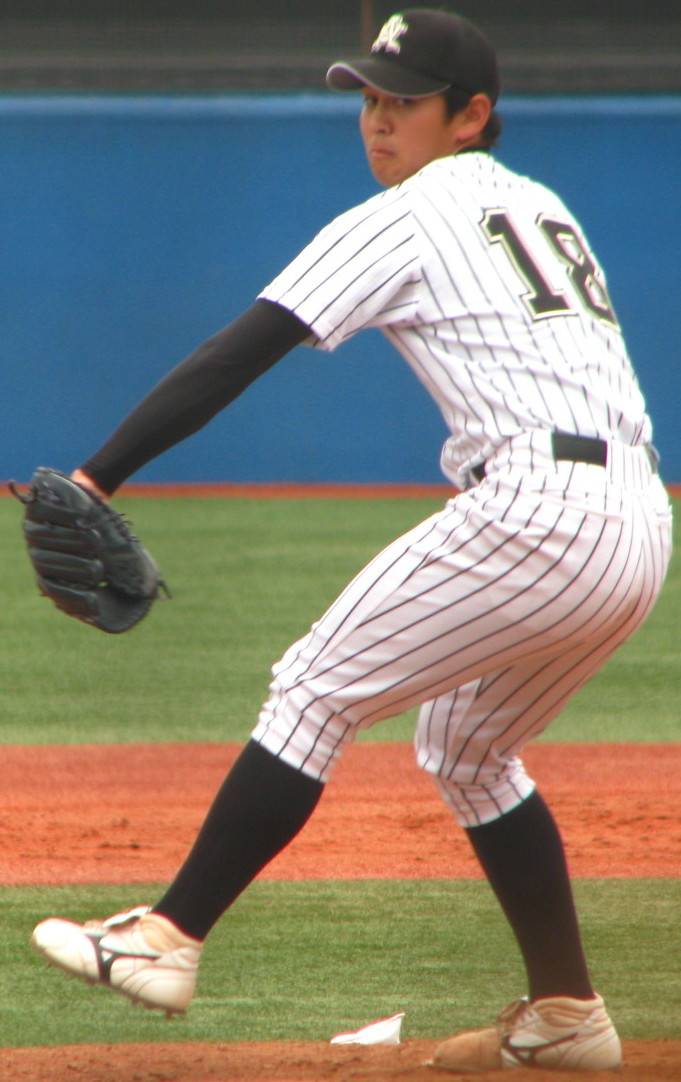
2014年4月29日

亜大に進学すると、1年時に東都大学野球春季リーグ戦で救援投手としてデビューし、当時の自己最速記録であった149km/hをストレートで計測した。2年上にエース東浜巨投手がいた。秋季リーグ戦では、中継ぎや抑えでチームの5年ぶり優勝に貢献。チームがこの優勝から東都大学リーグ6季連覇の偉業を達成することとなり、2年時の第61回全日本大学野球選手権大会で準優勝、3年時の第44回明治神宮野球大会で優勝を経験した。3年生から先発投手に転向。夏には、第39回日米大学野球選手権大会の日本代表に選出。大会ではクローザーとしてチームの優勝に貢献し、4試合（通算6イニング）無失点9奪三振という内容で最優秀投手賞を受賞した。4年時の東都大学春季リーグ戦では、オール完投でリーグ最多の5勝を挙げ、防御率1.94でMVPに選ばれた。同リーグでは、通算で38試合に登板。203回1/3を投げて、15勝（10完投4完封）6敗、171奪三振、防御率1.95という成績を残した。夏のハーレムベースボールウィークでは、日本代表のクローザーとしてチーム最多の3勝を挙げた。1年先輩に嶺井博希がおり、在学中にバッテリーを組むこともあった。
2014年のNPBドラフト会議で、有原航平の重複指名による抽選に外れた横浜DeNAベイスターズと阪神タイガースから1巡目で指名され、抽選の結果、DeNAが交渉権を獲得。会議の前から『ドラフト緊急生特番!お母さんありがとう』（TBSテレビ制作の特別番組）の取材を受けており、会議当日には、同番組の生放送にも出演した。DeNAとの交渉の結果、出来高分を含めた契約金1億5000万円、年俸1500万円（金額は推定）という条件で入団した。担当スカウトは武居邦生。背番号は19。

### DeNA時代
2015年、オープン戦で中継ぎとして好成績を残したことや、前年にクローザーを務めた三上朋也が故障したことから、開幕直前に一軍監督の中畑清から急遽クローザーに指名された。3月28日に開幕カードの読売ジャイアンツ戦でプロ初登板を果たすと、3月31日の対広島東洋カープ戦（横浜スタジアム）でプロ初セーブを記録した。4月22日の対阪神タイガース戦から5月8日の対巨人戦にかけて、9試合連続セーブ（NPBの新人投手による公式戦記録）を達成。5月には月間10セーブのNPB新人投手記録を樹立し、5月22日の対阪神戦（いずれも横浜）ではチームのサヨナラ勝利によってプロ初勝利を挙げた。オールスターゲームにもセントラル・リーグ（セ・リーグ）抑え投手部門のファン投票1位で出場。7月17日の第1戦（東京ドーム）では、セ・リーグ選抜のクローザー（5番手投手）として初登板を果たした。9月4日の対巨人戦（横浜）でプロ入り後初の救援失敗を経験するも、シーズン通算では2勝4敗37セーブ7ホールド、防御率1.92を記録し（37セーブは新人最多記録）、DeNAの選手としては初となるセ・リーグ新人王に輝いた。前身球団を含めれば、新人選手および投手からの選出は、大洋ホエールズ時代（1977年）の斉藤明雄以来38年ぶりだった。オフの11月に開催された第1回WBSCプレミア12の日本代表に選出された。大会後の契約交渉では、推定年俸5000万円（球団の新人選手では最大の3500万円増）という条件で契約を更改。コンディショニング管理や英語を学ぶ目的で、12月上旬から2週間にわたって単身でロサンゼルスへの短期留学を敢行した。
2016年は、新監督のアレックス・ラミレスの方針で、前年に続いてクローザーを任された。オープン戦期間中の3月6日には、京セラドーム大阪で開かれた「侍ジャパン強化試合 日本 vs チャイニーズタイペイ」第2戦に、日本代表の5番手投手として8回裏に登板。1イニングを三者凡退に抑えた。レギュラーシーズンの前半戦では、2度の救援失敗があったものの、32試合の登板で2勝2敗4ホールド20セーブを記録。2年連続でオールスターゲームファン投票でセ・リーグ抑え投手部門の1位を獲得すると、本拠地・横浜スタジアムでの第2戦（7月16日）9回表に、6番手投手として「凱旋登板」を果たした。この登板では、帝京高校時代の1学年先輩である原口文仁と7年ぶりにバッテリーを組んでいる。しかし8月に入ると、公式戦4日連続の救援登板でいずれも失点。4試合で合計10失点を喫した影響で月間の防御率が15.12に達するほどの大不振に陥ったが、山﨑への信頼が強いラミレスの方針により二軍への降格はなかった。一時はセットアッパーの三上や田中健二朗がクローザーを務めたり、ビハインドの場面からの救援登板を経験したりしたが、9月以降は復調。レギュラーシーズン全体では、防御率（3.59）が前年より悪化したものの、通算33セーブで2年連続のシーズン30セーブを達成した。新人投手として入団1年目から2年続けて公式戦で30セーブを記録したのは山﨑が初めてである。チームがレギュラーシーズン3位で迎えたポストシーズンでは、巨人とのクライマックスシリーズ（CS）ファーストステージ（東京ドーム）において、第1戦（10月8日）と第3戦（10月10日）でセーブを挙げた。チームの1勝1敗で迎えた第3戦では、1点を勝ち越した直後の延長11回裏に登板。嶺井とのバッテリーで巨人打線を無失点に抑え、チームは勝利とともにファイナルステージへの進出を決めた。チームは広島とのファイナルステージに敗れて日本シリーズへの出場に至らなかった。シリーズ終了後には「侍ジャパン 野球オランダ代表 野球メキシコ代表 強化試合」に日本代表に選出された。オランダ戦とメキシコ戦で、1試合ずつ救援登板を経験した。オフに、3000万円増となる推定年俸8000万円で契約を更改した。
2017年は、シーズン開幕前の3月に開催された第4回ワールド・ベースボール・クラシックの日本代表にチームメイトの石田健大と共に指名投手枠で選出されたことから、日本代表が投手を入れ替える目的でこの枠を利用した場合には、2次ラウンド以降に代表へ招集される可能性があった。ただし、実際には利用に至らなかったため、山﨑も石田も同大会への参加には至らなかった。

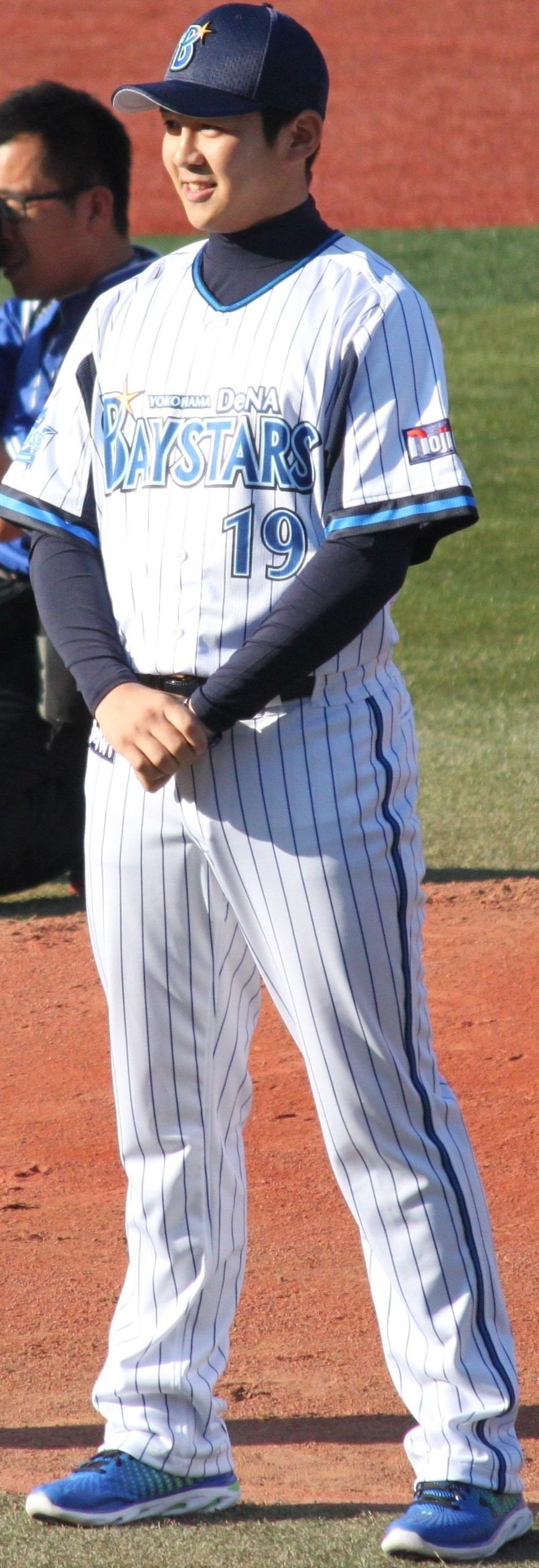
2014年11月22日 横浜スタジアムにて

シーズンでは開幕を一軍のクローザーとして迎えたものの、4月13日の対阪神戦・4月14日の対ヤクルト戦で2試合連続救援に失敗。同月16日の対ヤクルト戦からは、この年に入団したスペンサー・パットンのクローザー起用を前提に、セットアッパーへ再び転向した。転向後は、セットアッパーとしての登板15試合すべてを無失点に抑え、1勝0敗11ホールドを記録するほど復調。その間にパットンの投球内容が安定しなかったことも背景に、ラミレスの要請で5月20日の対巨人戦（いずれも横浜）でクローザーに復帰し、1回無失点という内容で4月9日の対中日戦（ナゴヤドーム）以来18登板試合ぶりのセーブを記録した。オールスターゲームのファン投票では、セ・リーグ抑え投手部門で入団以来3年連続の得票数1位を獲得。3年連続の出場を果たした。後半戦ではクローザーに定着。8月25日の対ヤクルト戦（神宮）で、公式戦3年連続20セーブを達成した。新人投手として入団1年目から3年連続で公式戦20セーブを記録した事例は山﨑が初めてである。レギュラーシーズン全体では、セ・リーグ最多の68試合に登板、26セーブを記録した。チームがレギュラーシーズン3位で迎えたポストシーズンでは、CS通算6試合の登板で2セーブを記録。チームのCS突破で臨んだ福岡ソフトバンクホークスとの日本シリーズでも3試合に登板した。2試合目に当たる横浜での第5戦（11月2日）では、8回表二死一・二塁からの登板で1点のリードを守り切った末に、シリーズ初セーブを記録。しかし、2日後（11月4日）に福岡ヤフオク!ドームで催された第6戦では、1点リードの9回裏一死無走者から内川聖一に同点本塁打を打たれた。チームは山﨑降板後の延長11回裏に三上朋也が川島慶三にサヨナラ適時打を打たれ敗戦。19年ぶりの日本シリーズ制覇を逸した。
日本シリーズの終了後に開催された第1回アジア プロ野球チャンピオンシップの日本代表に選出された。同大会では11月16日の韓国代表との初戦で、1点ビハインドの9回表に登板すると、韓国打線を三者凡退に抑えた。日本代表は9回裏に同点へ追い付くと、山﨑降板後の延長10回裏にタイブレークからサヨナラ勝利。韓国代表と再び対戦した11月19日の決勝では、セーブの付かない7点リードの9回表に登板すると、三者凡退に抑えて優勝決定の瞬間をマウンドで迎えた。オフに、7000万円増となる推定年俸1億5000万円で契約を更改した。
2018年は、シーズン初登板だった4月1日の対ヤクルト戦（横浜）から、同月21日に神宮球場で催された同カードまで、8登板試合連続セーブを記録。4月10日の対巨人戦（東京ドーム）で4セーブ目を挙げ、NPB一軍公式戦通算100セーブを日本人投手最速（NPB入りから4年目）で達成した。同時に平成生まれでは史上初の快挙となった。オールスターゲームにも、セ・リーグ抑え投手部門のファン投票1位で4年連続出場。結局、自己最多タイのシーズン37セーブを記録し、同リーグ最多セーブ投手のタイトルを初めて獲得した。また「新人投手として入団1年目から一軍公式戦で4年連続20セーブ」というNPB記録を達成した。オフに、1億円増となる推定年俸2億5000万円で契約を更改した。
2019年は、レギュラーシーズンの前半戦では、31試合の登板で1勝1敗16セーブ、防御率1.20と好成績を残し、オールスターゲームでは、セ・リーグ抑え投手部門のファン投票1位で5年連続出場を果たした。後半戦2試合目の登板になった7月17日の対広島戦（横浜）で、一軍公式戦通算150セーブをNPB史上最年少の26歳9か月で達成、平成生まれ初の快挙となった。DeNAの投手では横浜時代の1997年に佐々木が達成して以来2人目の記録だが、入団5年目のシーズン中に達成し、達成するまでのペースでは佐々木（達成の時点で8年目）を上回った。また、7月は1勝7セーブ2ホールド、月間防御率0.75と好調で、セ・リーグ投手部門の月間MVPを初めて受賞した。結局、レギュラーシーズンではセ・リーグで唯一の30セーブを記録し、最多セーブ投手のタイトルを獲得したほか、チームをレギュラーシーズン2位・2年ぶりのCS進出に導いた。11月に開催された第2回WBSCプレミア12では、日本代表のクローザーとして大会初優勝に貢献。17日に開かれた韓国代表との決勝では、プロ入り後初めて胴上げ投手になった。オフに、1億円増となる推定年俸3億5,000円で契約を更改した
2020年は、開幕から9試合で6セーブを挙げたものの、9試合全てで安打を打たれ0勝2敗防御率6.48という不安定な内容であり、7月27日の広島戦で満塁本塁打を含む5失点で3敗目を喫すると、7月29日には中継ぎとして登板、抑えの座を三嶋一輝へ明け渡した。その後も調子は上がらず、10月8日に二軍へ降格。その後の登板はシーズン最終戦の巨人戦1試合のみに終わった。オフに、7000万円減となる推定年俸2億8000万円で契約を更改した。
2021年は、春季キャンプを二軍で過ごしオープン戦での登板もなかったが、開幕一軍入りを果たした。すると4月には11試合連続無失点を記録するなど安定した投球を見せた。7月から8月にかけて行われた東京オリンピック代表にも選出され、2試合に登板、防御率0.00と結果を残した。後半戦開始直後は10試合連続無失点を記録するなど好調を維持していたが、クローザー復帰後は調子を落とし3戦連続セーブ機会で失点を許すなどし、10月1日に登録抹消された。最終的に60試合に登板し、3勝2敗27ホールド1セーブ、防御率3.27を記録。オフに、同年に取得した国内FA権を行使せずに残留し、現状維持となる推定年俸2億8000万円で契約を更改した。
2022年は、開幕から再び抑えを任され、初登板となった3月27日の広島戦では9回二死満塁から逆転適時三塁打を打たれ救援失敗するが、3月30日の中日戦では1点差を投げ抜きシーズン初セーブ、以降3試合続けて無失点と好投を続けていた。しかし、阪神との3連戦で遠征中だった4月6日からチーム内で新型コロナウイルスの陽性者が相次ぎ、山﨑も4月9日に受けたPCR検査で陽性が確認され、特例2022の対象選手として4月10日に登録抹消となる。その後、隔離期間や二軍での調整を経て4月30日に再び一軍登録されると再びセーブを積み重ね、8月24日の阪神戦（京セラドーム大阪）では4点リードの9回二死一・二塁の場面でマウンドに上がり糸原健斗を2球で打ち取り、史上8人目の通算200セーブを記録。29歳10か月での達成は1998年の佐々木主浩（30歳6か月）を抜き、史上最年少での達成となった。8月は11セーブ、自責点ゼロと圧巻の投球でチームの本拠地17連勝に貢献し、その後は23試合連続無失点でシーズンを終えた。この年は最終的に56試合に登板し自己最多タイの37セーブを記録。タイトル獲得とはならなかったものの、防御率は自身最高の1.33を記録し、伊勢大夢、エドウィン・エスコバーと共に、勝ちパターンの中心的存在としてチームの3年ぶりクライマックスシリーズ進出に大きく貢献した。シーズン終了後にはポスティングシステムによるメジャー行きも含めて球団と話し合いをしていたが、11月26日に開催されたファン感謝デーで、残留することを宣言した。11月29日には球団と推定3億円で6年契約を結んだことを発表。契約更改の会見では、「長い契約を結んでもらい光栄に思っている。このチームでボロボロになるまで投げ続けたいし、マウンドに立ち続けたい」と語った。また、6年契約を途中で破棄する条項は含まれていない。
2023年は、2013年以来10年ぶりに設けた投手キャプテンに就任した。シーズン初登板となった4月1日の阪神戦、同点の延長12回に登板し二死から適時打を打たれサヨナラ負けを喫した。その後は安定した投球を続けていたものの、5月2日の広島戦（横浜）で敗戦投手になると不振に陥り、7月15日の広島戦（横浜）では1点リードの9回に登板するも2失点で逆転負け。この試合で自己ワーストとなる6敗目となり、その後は中継ぎに配置転換され森原康平に抑えの座を譲った。8月20日の阪神戦（横浜）で2点ビハインドの9回に登板し、史上3位タイの早さで通算500試合登板を達成した。9月16日のヤクルト戦（神宮）で1回2失点し、翌17日に登録抹消されてからは一軍登板がないままシーズンを終えた。43試合に登板し20セーブ、奪三振率も高い数字を記録するも3勝7敗、防御率4.37と安定性に欠き、苦しんだシーズンとなった。
2024年の開幕当初、チームはクローザーを固定せず、状態や対戦相手との相性を加味して複数の投手がクローザーを務める体制を敷き、3月29日の開幕戦は森原がクローザーを務めたものの、4月2日の試合は山﨑がクローザーを務めて同年初セーブを挙げた。しかし、雨の中で行われた4月24日の対阪神タイガース戦（横浜スタジアム）、山﨑は2点差の場面で最終回を任されながらも一死もとれずに降板する大乱調で、そのまま逆転を許して敗戦した。以降はこの試合で好投を見せた森原がクローザーに固定されるようになり、山﨑はセットアッパー中心の中継ぎに配置転換された。6月6日のオリックス・バファローズ戦で相性の悪い西川龍馬から決勝打を打たれるなど精彩を欠き、翌7日に二軍再調整のため出場選手登録を抹消された。二軍では体の切れを出す練習メニューに重点的に取り組み、二軍戦10試合の登板で2勝1敗2セーブ、防御率0.00の成績を挙げた。7月14日に出場選手登録され、同日の巨人戦では大量リードの場面ながら最終の9回を任される形での一軍復帰登板となり、三者凡退で締める投球内容を見せた。7月27日の巨人戦（横浜スタジアム）で、予告先発となっていた平良拳太郎が腰の違和感で登板を回避し、代わって山﨑が先発投手を務めた。プロ531試合目での初先発は、NPB史上最遅記録である。8月9日のヤクルト戦（横浜スタジアム）では、3点リードの最終回、森原が連投している中で久々にセーブ機会の場面での登板となり、無失点で抑えて4か月ぶりのセーブを記録した。しかし、9月14日の中日戦（横浜スタジアム）で投手の福谷浩司に勝ち越し二塁打を許して5敗目を喫するなど調子が上がらず、9月16日に登録を抹消された。
2025年4月5日の広島戦（マツダスタジアム）で11回裏に登板するも、田村俊介に初球をサヨナラ本塁打を打たれ、史上28人目の1球敗戦投手となった。

## 選手としての特徴

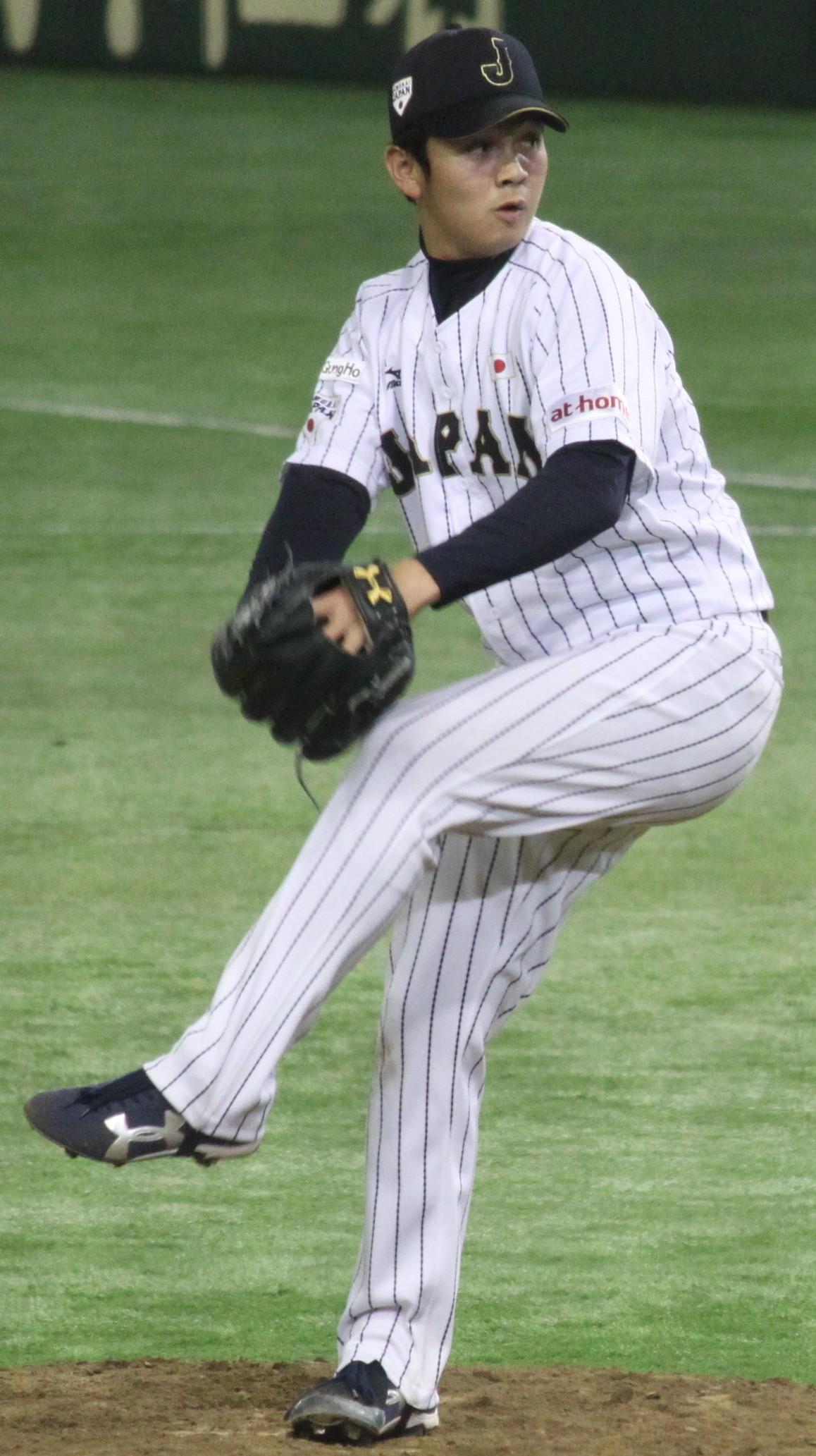
投球フォーム（2015年11月21日、東京ドームにて）

クロスステップ（インステップとも）のオーバースローから繰り出す最速155km/hのストレートと、スプリットのように落ちる落差の大きいツーシームが武器。まれにスライダーも投げる。この他にナックルボールも持っており、握りを変えて球速が遅いものと速いものの2種類を投げ分ける。前者は一般的なナックルに見られるような不規則な変化を、後者は縦に鋭く落ちるような変化をする。本人曰く「野球人生で最初に覚えた変化球」とのことだが、安定して捕球できる捕手が所属球団にいないため公式戦では投げていない（オールスターで披露することがある程度）。
ツーシームに関しては、本人曰く「東浜巨から九里亜蓮が盗んだ技術をさらに盗んだもの」だということで、2人の卒業後も「机に東浜と九里の投球フォームの連続写真を貼って毎日眺めていた」などと語っている。
素早いクイック投法の定評もあってか、プロ入り後、5年目までレギュラーシーズン公式戦で牽制球を1度も投げていなかった。公式戦で初めて牽制球を投げたのは6年目の2020年6月27日の対阪神戦（横浜）で、9回表二死一塁（打者：大山悠輔、一塁走者：植田海）の場面で一塁への牽制球を2度投げている。なお、レギュラーシーズン以外では、2019年7月12日のオールスターゲーム第1戦（東京ドーム）9回表一死一塁（打者：源田壮亮、一塁走者：荻野貴司）の場面で初めて牽制している。
二軍の公式戦には2022年4月28日楽天戦にコロナ休養直後の調整登板を行うまで登板機会がなかった。また、2024年7月に急遽の先発登板を経験するまで、プロ入り後は公式戦では一・二軍を通じて先発の機会がなかった（オープン戦で1度だけ先発登板の経験はあった）。

## 人物
- 愛称は「ヤス」「ヤスアキ」[83]。また、佐々木主浩の愛称である「大魔神」にちなみ「小さな大魔神」とも呼ばれている[13]。
- 日本人の父とフィリピン人の母との間に生まれたが[84]、小学校3年生の時に両親が離婚。帝京高校へ進学するまで2歳上の姉と共に実母の下で育てられた[85]。プロ入り後は、クローザーとして公式戦で白星やセーブを挙げるたびに、ウイニングボールを実母に贈っていたという[86]。
- 母親への敬愛の念が非常に深く、高校時代に母へ送った手紙に「プロ野球選手になって年俸5000万をもらい、母のために家を買う」といった内容を記し、後にどちらも実現させた[87]。MLB挑戦を断念し、残留を決意した決め手も『あなたがベイスターズのユニフォーム着てプレーしている姿が好き』という母の言葉だったという[87]。2021年10月30日、母が51歳で亡くなったことが球団から発表された[88]。
- 前述の通り、森本稀哲とは幼い頃から親交があり、山﨑が野球を始めたきっかけも帝京高校に進学したきっかけも森本[4]。周囲への気遣いを忘れず明るく振る舞う姿勢は、母親や森本から影響を受けている[89]。自身が子どもの頃に森本に憧れてプロ野球選手になった経験から、子供たちには沢山夢を与えたいと考え、ファンサービスも積極的に行っている[90]。
- 三浦大輔が現役時代に横浜スタジアムで開催された試合で子どもたちに向けてグローブプレゼントを行ってきた企画を継承し、山﨑も2018年から「夢に向かってJUMP!!山崎康晃グローブプレゼント」と題し、横浜スタジアムで行われる試合で抽選で5名にグローブをプレゼントする企画を行っている[91]。
- 横浜スタジアムでの試合に登板する場合には、ファンが登場曲（Zombie Nation「Kernkraft400」）に合わせながら、スキャットと「康晃」コールで山﨑をマウンドへ送り出す応援（通称「ヤスアキJUMP」[92]）が恒例になっている。山﨑からDeNAへの入団1年目に「NBAの試合の雰囲気が好き」と聞いたフリーアナウンサーの節丸裕一が、当時実況を務めていたニコニコ生放送でのDeNA戦中継で提案したことがきっかけになったとされている（ビジターゲームの場合はファンがアカペラで登場曲を口ずさみながら「ヤスアキ」コールをする）[93]。
- 亜細亜大学在学中に高校社会科の教員免許を取得し、岩倉高等学校で教育実習を経験[94]。実習先の生徒として万波中正の姉が在学していた[95]。
- 2020年には、春季キャンプ前の1月11日に開催された東京ガールズコレクションで、ゲストとしてモデルデビューを果たした[96]。しかし、年頭から日本国内で新型コロナウイルスへの感染が拡大している影響で、NPBレギュラーシーズンの開幕が当初予定の3月20日から6月19日にまで延期されたため、延期中にはDeNAのYouTube公式チャンネルで「突撃!ヤスアキマイク～みんなお家でなにしてんの～」（上記の影響で在宅での生活を余儀なくされていたチーム関係者へのテレビ電話によるインタビュー動画配信企画）のインタビュアーを務めた。動画の更新期間は4月24日から5月20日までで、チームメイトやファンなどから好評を博したこと[97]から、最終回（5月20日配信分の特別編）では「一選手（山﨑）から南場智子オーナーへの直撃公開インタビュー」という異例の展開に至った[98]。
- 2021年9月5日に行われた中日・木下雄介の追悼試合では、山﨑の呼び掛けでDeNAナインも追悼の意を込めて帽子などに木下の背番号「98」を記してプレーした[99][100]。
- 東京オリンピック 野球日本代表（侍ジャパン）として金メダルを獲得した栄誉をたたえ、2022年2月9日、東京都荒川区のJR西日暮里駅改札前に記念のゴールドポスト（第67号）が設置された（ゴールドポストプロジェクト[101]）。

## 詳細情報

### 年度別投手成績
| 年 度      | 球 団      | 登 板 | 先 発 | 完 投 | 完 封 | 無 四 球 | 勝 利 | 敗 戦 | セ 丨 ブ | ホ 丨 ル ド | 勝 率 | 打 者 | 投 球 回 | 被 安 打 | 被 本 塁 打 | 与 四 球 | 敬 遠 | 与 死 球 | 奪 三 振 | 暴 投 | ボ 丨 ク | 失 点 | 自 責 点 | 防 御 率 | W H I P |
| ---------- | ---------- | ----- | ----- | ----- | ----- | -------- | ----- | ----- | -------- | ----------- | ----- | ----- | -------- | -------- | ----------- | -------- | ----- | -------- | -------- | ----- | -------- | ----- | -------- | -------- | ------- |
| 2015       | DeNA       | 58    | 0     | 0     | 0     | 0        | 2     | 4     | 37       | 7           | .333  | 215   | 56.1     | 38       | 2           | 11       | 0     | 1        | 66       | 4     | 1        | 13    | 12       | 1.92     | 0.87    |
| 2016       | DeNA       | 59    | 0     | 0     | 0     | 0        | 2     | 5     | 33       | 7           | .286  | 252   | 57.2     | 57       | 7           | 23       | 0     | 0        | 61       | 2     | 0        | 27    | 23       | 3.59     | 1.39    |
| 2017       | DeNA       | 68    | 0     | 0     | 0     | 0        | 4     | 2     | 26       | 15          | .667  | 260   | 65.2     | 52       | 3           | 13       | 0     | 1        | 84       | 1     | 0        | 16    | 12       | 1.64     | 0.99    |
| 2018       | DeNA       | 57    | 0     | 0     | 0     | 0        | 2     | 4     | 37       | 3           | .333  | 226   | 56.1     | 40       | 5           | 18       | 3     | 1        | 63       | 1     | 0        | 18    | 17       | 2.72     | 1.03    |
| 2019       | DeNA       | 61    | 0     | 0     | 0     | 0        | 3     | 2     | 30       | 4           | .600  | 243   | 60.0     | 44       | 6           | 19       | 2     | 0        | 54       | 0     | 0        | 18    | 13       | 1.95     | 1.05    |
| 2020       | DeNA       | 40    | 0     | 0     | 0     | 0        | 0     | 3     | 6        | 8           | .000  | 176   | 38.0     | 52       | 4           | 14       | 2     | 0        | 31       | 1     | 0        | 26    | 24       | 5.68     | 1.74    |
| 2021       | DeNA       | 60    | 0     | 0     | 0     | 0        | 3     | 2     | 1        | 27          | .600  | 229   | 55.0     | 58       | 2           | 14       | 1     | 3        | 39       | 0     | 0        | 21    | 20       | 3.27     | 1.31    |
| 2022       | DeNA       | 56    | 0     | 0     | 0     | 0        | 0     | 2     | 37       | 3           | .000  | 197   | 54.1     | 29       | 4           | 9        | 1     | 0        | 42       | 1     | 0        | 9     | 8        | 1.33     | 0.70    |
| 2023       | DeNA       | 49    | 0     | 0     | 0     | 0        | 3     | 7     | 20       | 8           | .300  | 189   | 45.1     | 48       | 7           | 8        | 0     | 1        | 54       | 1     | 0        | 22    | 22       | 4.37     | 1.24    |
| 2024       | DeNA       | 38    | 1     | 0     | 0     | 0        | 3     | 5     | 4        | 11          | .375  | 163   | 37.2     | 35       | 4           | 11       | 0     | 3        | 29       | 1     | 1        | 18    | 14       | 3.35     | 1.22    |
| 通算：10年 | 通算：10年 | 546   | 1     | 0     | 0     | 0        | 22    | 36    | 231      | 93          | .379  | 2150  | 526.1    | 453      | 44          | 140      | 9     | 10       | 523      | 12    | 2        | 188   | 165      | 2.82     | 1.13    |

- 2024年度シーズン終了時
- 各年度の太字はリーグ最高

### WBSCプレミア12での投手成績
| 年 度 | 代 表 | 登 板 | 先 発 | 勝 利 | 敗 戦 | セ ｜ ブ | 打 者 | 投 球 回 | 被 安 打 | 被 本 塁 打 | 与 四 球 | 敬 遠 | 与 死 球 | 奪 三 振 | 暴 投 | ボ ｜ ク | 失 点 | 自 責 点 | 防 御 率 | W H I P |
| ----- | ----- | ----- | ----- | ----- | ----- | -------- | ----- | -------- | -------- | ----------- | -------- | ----- | -------- | -------- | ----- | -------- | ----- | -------- | -------- | ------- |
| 2015  | 日本  | 3     | 0     | 0     | 0     | 0        | 9     | 3.0      | 0        | 0           | 0        | 0     | 0        | 3        | 0     | 0        | 0     | 0        | 0.00     | 0.00    |
| 2019  | 日本  | 5     | 0     | 0     | 0     | 3        | 16    | 5.0      | 1        | 0           | 0        | 0     | 0        | 7        | 0     | 0        | 0     | 0        | 0.00     | 0.20    |

### オリンピックでの投手成績
| 年 度 | 代 表 | 登 板 | 先 発 | 勝 利 | 敗 戦 | セ ｜ ブ | 打 者 | 投 球 回 | 被 安 打 | 被 本 塁 打 | 与 四 球 | 敬 遠 | 与 死 球 | 奪 三 振 | 暴 投 | ボ ｜ ク | 失 点 | 自 責 点 | 防 御 率 |
| ----- | ----- | ----- | ----- | ----- | ----- | -------- | ----- | -------- | -------- | ----------- | -------- | ----- | -------- | -------- | ----- | -------- | ----- | -------- | -------- |
| 2021  | 日本  | 2     | 0     | 0     | 0     | 0        | 7     | 2.0      | 1        | 0           | 0        | 0     | 0        | 0        | 0     | 0        | 0     | 0        | 0.00     |

### 年度別守備成績
| 年 度 | 球 団 | 投手  | 投手  | 投手  | 投手  | 投手  | 投手     |
| 年 度 | 球 団 | 試 合 | 刺 殺 | 補 殺 | 失 策 | 併 殺 | 守 備 率 |
| ----- | ----- | ----- | ----- | ----- | ----- | ----- | -------- |
| 2015  | DeNA  | 58    | 3     | 6     | 0     | 1     | 1.000    |
| 2016  | DeNA  | 59    | 1     | 15    | 0     | 0     | 1.000    |
| 2017  | DeNA  | 68    | 5     | 8     | 0     | 0     | 1.000    |
| 2018  | DeNA  | 57    | 5     | 7     | 1     | 1     | .923     |
| 2019  | DeNA  | 61    | 4     | 7     | 1     | 1     | .917     |
| 2020  | DeNA  | 40    | 5     | 4     | 1     | 0     | .900     |
| 2021  | DeNA  | 60    | 3     | 6     | 1     | 1     | .900     |
| 2022  | DeNA  | 56    | 6     | 11    | 0     | 1     | 1.000    |
| 2023  | DeNA  | 49    | 1     | 5     | 0     | 0     | 1.000    |
| 2024  | DeNA  | 38    | 4     | 3     | 1     | 0     | .875     |
| 通算  | 通算  | 546   | 37    | 72    | 5     | 5     | .956     |

- 2024年度シーズン終了時
- 各年度の太字はリーグ最高

### タイトル
- 最多セーブ投手：2回（2018年、2019年）

### 表彰
- 新人王（2015年）
- セ・リーグ 連盟特別表彰：1回（特別賞：2015年）※新人最多のシーズン37セーブ達成
- 日本プロスポーツ大賞最高新人賞（2015年）
- 月間MVP：1回（投手部門：2019年7月）

### 記録
初記録
- 初登板：2015年3月28日、対読売ジャイアンツ2回戦（東京ドーム）、9回裏に2番手で救援登板・完了、1回無失点
- 初奪三振：同上、9回裏に高橋由伸から空振り三振
- 初セーブ：2015年3月31日、対広島東洋カープ1回戦（横浜スタジアム）、9回表に5番手で救援登板・完了、1回無失点
- 初ホールド：2015年4月12日、対中日ドラゴンズ3回戦（ナゴヤドーム）、9回裏に3番手で救援登板、1回無失点
- 初勝利：2015年5月22日、対阪神タイガース6回戦（横浜スタジアム）、9回表に5番手で救援登板・完了、1回無失点
- 初先発登板：2024年7月27日、対読売ジャイアンツ15回戦（横浜スタジアム）、2回1失点で敗戦投手

節目の記録
- 100セーブ：2018年4月10日、対読売ジャイアンツ1回戦（東京ドーム）、9回裏に6番手で救援登板・完了、1回無失点 ※史上29人目
- 150セーブ：2019年7月18日、対広島東洋カープ15回戦（横浜スタジアム）、9回表に5番手で救援登板・完了、1回無失点 ※史上15人目
- 200セーブ：2022年8月24日、対阪神タイガース21回戦（京セラドーム大阪）、9回裏二死一・二塁から5番手で救援登板・完了、1/3回無失点 ※史上8人目、29歳10か月での達成は当時史上最年少[102][注 4]
- 500試合登板：2023年8月20日、対阪神タイガース20回戦（横浜スタジアム）、9回表に2番手で救援登板・完了、1回無失点 ※史上106人目[104]

その他の記録
- 9試合連続セーブ：2015年4月22日 - 5月8日 ※新人記録
- 月間10セーブ：2015年5月 ※新人記録
- シーズン37セーブ：2015年9月20日 ※新人最多タイ記録[14]
- 同一球場通算100セーブ：2023年6月4日、対埼玉西武ライオンズ2回戦（横浜スタジアム）、9回表に4番手で救援登板・完了、1回無失点 ※史上5人目、セ・リーグ4人目[105]
- 531試合目でプロ初先発登板 ※史上最遅[71]
- 1球敗戦投手：2025年4月5日、対広島東洋カープ2回戦（MAZDA Zoom-Zoom スタジアム広島）、11回裏に田村俊介に右中越サヨナラ本塁打 ※史上28人目（29度目）[106]
- オールスターゲーム出場：7回（2015年、2016年、2017年、2018年、2019年、2021年、2023年）

### 背番号
- 19（2015年[9] - ）

### 登場曲
- 「Kernkraft 400」Zombie Nation（2015年 - ）[107]

### 代表歴
- 2013年日米大学野球選手権大会日本代表
- 2014 ハーレムベースボールウィーク 日本代表
- 2015 WBSCプレミア12 日本代表
- 2017 アジア プロ野球チャンピオンシップ 日本代表
- 2019 WBSCプレミア12 日本代表
- 2020年東京オリンピックの野球競技・日本代表